# Quatuor Végh
Le Quatuor Végh est un quatuor à cordes hongrois fondé en 1940 par Sándor Végh (premier violon), et actif pendant 40 ans. Le groupe était basé à Budapest jusqu'à son départ de Hongrie en 1946, et est surtout connu pour ses enregistrements des cycles de Beethoven (à deux reprises : en 1952 en mono et en 1972-1974 en stéréo) et de Bartók. Il s'est séparé en 1980.

## Membres
De 1940 à 1978 :
- Sándor Végh (premier violon). Il a joué sur plusieurs Stradivari : le « Lady Tennant » (1699) et le « Paganini » (1724), ainsi qu'un Pietro Guarneri de Mantoue (1686)[1] ;
- Sándor Zöldy (second violon) ;
- Georges Janzer (alto) ;
- Paul Szabo (violoncelle).

En 1978, Philipp Naegele (en) remplace Sándor Zöldy, et Bruno Giuranna remplace Georges Janzer.

## Origine
Sándor Végh, élève de Jenő Hubay et Zoltán Kodály à l'Académie de Budapest, dirige le Quatuor Hongrois depuis sa formation en 1935 jusqu'en 1937, lorsqu'il cède la place de premier violon à Zoltán Székely, et devient second violon à la place de Péter Szervánsky (Denes Koromzay étant l'alto et Vilmos Palotai le violoncelle). Székely était un ami de Béla Bartók, et le groupe devient rapidement connu en donnant la première de son 5e quatuor, étudié au préalable avec le compositeur. En 1938, le groupe a été entendu dans toutes les grandes villes d'Europe Occidentale. En 1940, Végh quitte le groupe pour former son propre quatuor.
Le Quatuor Végh est fondé à Budapest, où il se trouve pendant la guerre, puis quitte la Hongrie en 1946 pour s'installer à Paris. Il remporte le Grand Prix lors du premier festival international de musique à Genève en 1946, et enregistre en 1952 les quatuors de Beethoven à Boston. Les membres du quatuor restent les mêmes pendant presque 40 ans, puis en 1978 le second violon et l'alto quittent le groupe (l'altiste, Georges Janzer, ainsi que sa femme la violoncelliste Eva Czako, partent enseigner à la Jacobs School of Music (en), aux côtés de l'ancien professeur de Janzer János Starker ; ils ont également fait plusieurs enregistrements de musique de chambre avec le violoniste Arthur Grumiaux). Tous deux sont remplacés, mais deux ans plus tard l'ensemble est dissous.

## Enregistrements
- Beethoven : Quatuors, 1952, Les Discophiles Français. ()
- Kodály - Quatuor à cordes no 2, Op. 10, 1954. (Decca LP LXT2876: London LP LL-865)*
- Smetana - Quatuor à cordes no 1 en mi bémol, 1954. (Decca LP LXT2876: London LP LL-865)*
- Mozart - Quatuors : no 14 en sol majeur KV 387 « le printemps » ; no 15 en ré mineur KV 421 ; no 17 en si bémol majeur KV 458 « la chasse » ; no 18 en la majeur KV 464 ; no 21 en ré majeur KV 575 ; no 23 en fa majeur KV 590, Paris, 1951-1952, Les Discophiles Français (Archipel 2 CD set)
- Mozart - Adagio et fugue en ut mineur pour quatuor à cordes KV 546 (Les Discophiles Français LP)
- Brahms - Quatuor no 1, op. 51 n° 1 ; Quintette pour clarinette et cordes (avec Antoine-Pierre de Bavier).
- Brahms - Quatuors no 2 en la mineur, op. 51 n° 2 et no 3 en si bémol majeur op. 67, 1954 (Decca Heritage CD 475 6155)
- Bartók - 6 quatuors, 1954 (Columbia)
- Beethoven - Intégrale des quatuors en version stéréo, 1972-1974. (Telefunken) ()
- Bartók - 6 quatuors, 1972 (Valois/Astrée)
- Schubert - Quatuor à cordes no 15, D.887 (Op. posth. 161). (Orfeo CD)

(* réédités dans des éditions remastérisées par Dr John Duffy et Andrew Rose, octobre 2008, pour Pristine Audio, PACM061, avec Végh, Zöldy, Janzer, Szabo. )

### Sources
- (en) Cet article est partiellement ou en totalité issu de l’article de Wikipédia en anglais intitulé « Végh Quartet » (voir la liste des auteurs).